# Placospermum
- Commons
- Wikispecies

Placospermum é um género botânico pertencente à família Proteaceae.
1. ↑  «Placospermum — World Flora Online». www.worldfloraonline.org. Consultado em 19 de agosto de 2020